# Isarradweg

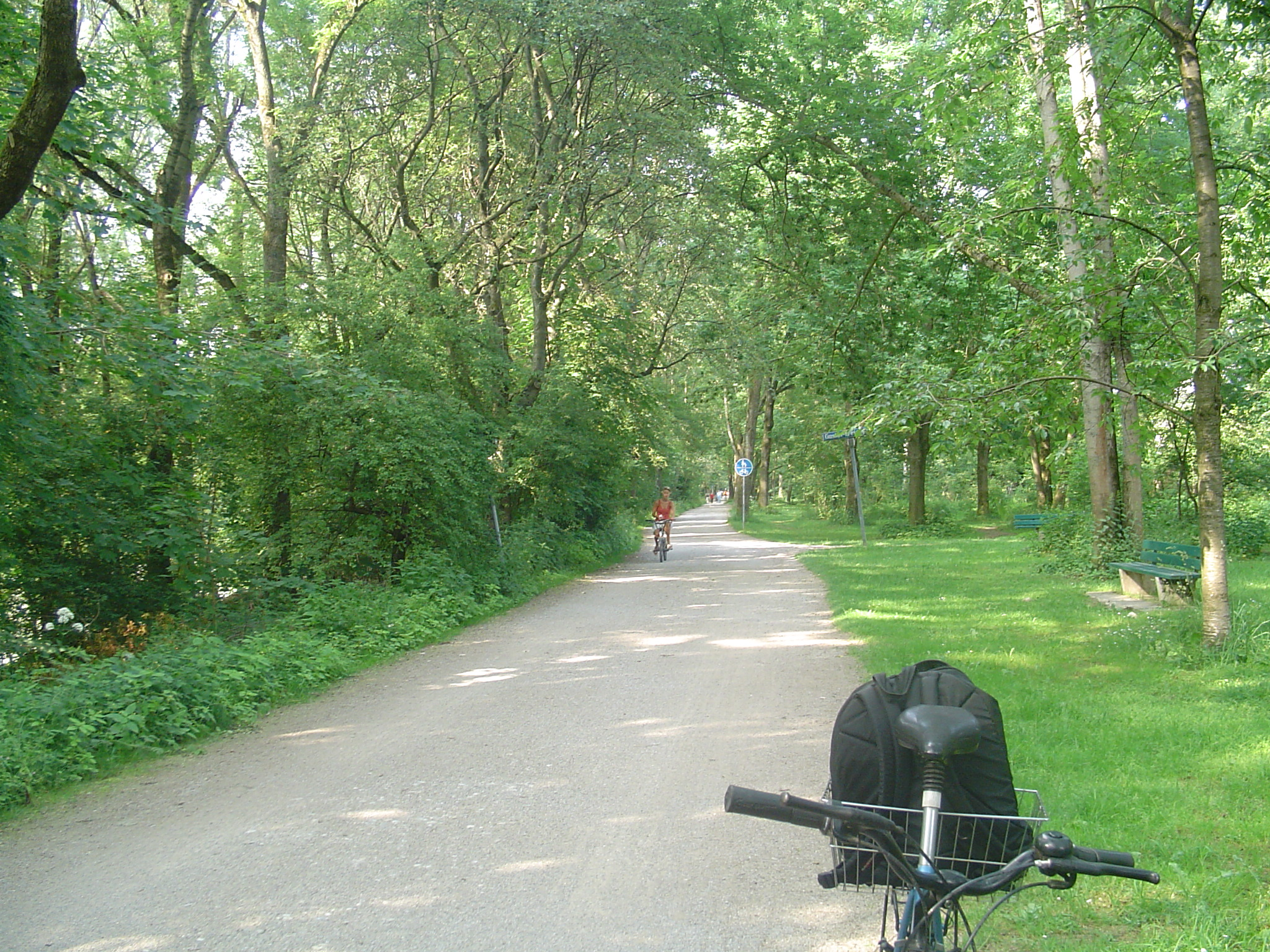
Isar-Radweg in München-Oberföhring

Der Isarradweg ist ein 290 km langer Fernradweg in Bayern entlang der Isar.

## Verlauf
Der Isar-Radweg kann grob in 5 Etappen unterteilt werden.
01. Etappe: Kastenalm (Isarursprung) – Scharnitz – Mittenwald (29 Kilometer):
Der Isarursprung liegt in Österreich im Karwendelgebirge und ist mit dem Fahrrad über eine Stichstraße von Scharnitz zu erreichen. Die Strecke hat eine mäßige Steigung und ist durchgehend geschottert.
02. Etappe: Mittenwald – Bad Tölz (65 Kilometer):
Der Radweg folgt dem Lauf der Isar und verlässt das Karwendelgebirge am Sylvensteinspeicher. An diesem Gewässer kann man alternativ auch auf der einen Strecke der Via Bavarica Tyrolensis über den Tegernsee seinen Weg fortsetzen (die andere Strecke dieses Fernradwegs benutzt ab hier den Isarradweg). In nur noch geringem Gefälle wird Lenggries passiert, bis man in Bad Tölz den Rand der Bayerischen Voralpen erreicht. Dort besteht die Möglichkeit, auf den Bodensee-Königssee-Radweg einzubiegen.
03. Etappe: Bad Tölz – München (69 Kilometer):
Auf dieser Strecke gibt es einige wenige Steigungen; vor allem nach Wolfratshausen verlässt der Radweg kurzzeitig die Isar und erklimmt das Isar-Hochufer, um erst wieder in Grünwald an die Isar zurückzukehren. Von hier folgt der Radweg wieder dem Fluss bis in die Stadtmitte von München.
04. Etappe: München – Landshut (77 Kilometer):
Im Stadtgebiet von München ist der Radweg höhenfrei ausgebaut, alle kreuzenden Straßen werden mit kurzen Durchlässen unterfahren, so dass es für Radler entlang dem Fluss im ganzen Stadtgebiet keine Kreuzung und keine Ampel gibt. Nördlich der Stadt verläuft der Radweg im größtenteils weiten Tal der Isar über Freising, Moosburg bis nach Landshut
05. Etappe: Landshut – Deggendorf oder Thundorf (Osterhofen) (82 Kilometer):
Der letzte Abschnitt führt über Dingolfing, Landau an der Isar und Plattling nach Deggendorf. Eine alternative Wegführung zweigt kurz vor Deggendorf ab und führt zur Mündung der Isar in die Donau. Von hier aus besteht auch Anschluss mit der Fahrradfähre Altaha an den Donauradweg auf der anderen Flussseite bei Niederalteich.
Im Allgemeinen ist der Isar-Radweg gut ausgeschildert und ohne größere Steigungen zu fahren. Er verläuft auf verkehrsarmen oder -freien Wegen, meistens in Isarnähe. Die Oberflächenbeschaffenheit ist meistens gut, teilweise ist die Strecke asphaltiert.
Der Isar-Radweg ist Bestandteil des Bayernnetzes für Radler und ist auch mit dessen Symbol gekennzeichnet.

### Bücher
- Eva Prockl, Richard Roth: Der Isar-Radweg: von der Quelle bis zur Mündung, Berg, 2008, ISBN 978-3-7658-4211-5
- Bikeline Radtourenbuch Isar-Radweg, 1 : 75.000, Verlag Esterbauer, 9. Aufl. 2018, ISBN 978-3-85000-005-5

### Karten
- Radwanderkarte – Leporello Isarradweg, Scharnitz – Deggendorf, 1 : 50 000, Publicpress-Verlag, Geseke, ISBN 978-3-89920-170-3
- Bayernnetz für Radler, Radnetzkarte im Maßstab 1:625.000 auf der Grundlage der Übersichtskarte Bayern 1:500.000, hrsg. vom Bayerischen Staatsministerium des Innern, Ministerium für Wirtschaft, Infrastruktur, Verkehr und Technologie, München 2019, ISBN 3-910088-95-3